# 947 Monterosa
947 Monterosa eller 1921 JD är en asteroid i huvudbältet, som upptäcktes 8 februari 1921 av den tyska astronomen Friedrich Karl Arnold Schwassmann i Bergedorf. Den är uppkallad efter fartyget Monterosa.
Asteroiden har en diameter på ungefär 26 kilometer.